# Christian Geulen
Christian Geulen (* 1969 in Münster) ist ein deutscher Historiker und Hochschullehrer.

## Leben
Christian Geulen, Sohn des Literaturwissenschaftlers und Hochschullehrers Hans Geulen, studierte Geschichte und Sozialwissenschaft an den Universitäten Münster, Bielefeld und in Baltimore. 2002 wurde er an der Universität Bielefeld promoviert. Seit Oktober 2009 ist Geulen Universitätsprofessor für Neuere und Neueste Geschichte und deren Didaktik an der Universität Koblenz-Landau in Koblenz.
Er ist einer der Herausgeber des Onlinemagazins Geschichte der Gegenwart. Seine Forschungsgebiete sind die Geschichte des Rassismus und des Nationalismus.

## Schriften (Auswahl)
Als Autor:
- Wahlverwandte. Rassendiskurs und Nationalismus im späten 19. Jahrhundert. Hamburger Edition, Hamburg 2004, ISBN 3-930908-95-6 (überarbeitete Dissertation, Universität Bielefeld, 2002; Rezension auf H-Soz-u-Kult).
- Geschichte des Rassismus (= C. H. Beck Wissen). Beck, München 2007 (Rezension auf H-Soz-u-Kult).
  - 4., durchgesehene Auflage 2021, ISBN 978-3-406-76890-3.

Als Herausgeber:
- mit Naika Foroutan u. a.: Das Phantom „Rasse“. Zur Geschichte und Wirkungsmacht von Rassismus. Böhlau, Wien/Köln/Weimar 2018.
- mit Karoline Tschuggnall: Aus einem deutschen Leben. Lesarten eines biographischen Interviews. Edition Diskord, Tübingen 2000.
- mit Anne von der Heiden, Burkhard Liebsch: Vom Sinn der Feindschaft. Akademie, Berlin 2003.

## Interviewte Person
- Wie die Europäer "weiss" wurden, in: Mare, Nummer 171, August 2025, S. 32–35